# Хронологія жінок у комп'ютингу
Це хронологія жінок в обчислювальній техніці. Він охоплює час, коли жінки працювали «обчислювачами», а потім програмістками фізичних комп'ютерів. Згодом програмістки почали писати програмне забезпечення, розробляти Інтернет-технології та інші види програмування. Жінки також займаються інформатикою, різними пов'язаними видами техніки та комп'ютерного обладнання.

## 18 століття

### 1757 рік
- Ніколь-Рейн Лепот працювала над командою людських комп'ютерів, щоб визначити наступний візит комети Галлея. Методи, які вона розробилп, були використані послідовними командами людських комп'ютерів.[1]

## 19 століття

### 1842 рік
- Ада Лавлейс була аналітиком аналітичної машини Чарльза Беббіджа і багатьма вважається «першою програмісткою».[2][3]

### 1849 рік
- Марію Мітчелл наймали у Військово-морську обсерваторію США працювати обчислювачем для планети Венера.[4]

### 1875 рік
- Анна Вінлок приєдналася до Гарвардських комп'ютерів — групи жінок, які займалися виробництвом астрономічних даних у Гарварді.[5]

### 1893 рік
- Генрієтта Свон-Лівітт створила Гарвардські комп'ютери. Вона відіграла важливу роль у відкритті змінних зірок цефеїд, які є доказом розширення Всесвіту.[6]

## 20 століття

### 1916 рік
- Беатріс Мейбл Кейв-Браун-Кейв пішла працювати людиною-комп'ютером у Міністерстві боєприпасів.[7]

### 1918 рік
- Жінок найняли для виконання балістичних розрахунків як людських комп'ютерів у Вашингтоні, округ Колумбія. «Головним комп'ютером» групи була Елізабет Вебб Вілсон.[8]

### 1920 рік
- Мері Клем очолювала обчислювальну лабораторію в Університеті штату Айова.[9][10]

### 1921 рік
- Едіт Кларк подавала патент на графічний калькулятор для розв'язування задач по лінії електропередачі.[11]

### 1926 рік
- Грета Герман опублікувала основоположну статтю для комп'ютеризованої алгебри. Це була її докторська дисертація під назвою «Питання про скінченну кількість кроків у поліноміальній ідеальній теорії», опублікована в Mathematische Annalen.[12]

### 1935 рік
- Національний консультативний комітет з повітроплавання (НАКА) найняла групу з п'яти жінок для роботи в їхньому комп'ютерному пулі, аналізуючи дані з аеродинамічних труб і льотних випробувань.[13]

### 1939 рік
- Йоганна Піш опублікував дві піонерські статті з алгебри логіки.[14]

### 1940 рік
- Під час Другої світової війни американських жінок залучали для виконання балістичних розрахунків і програмування комп'ютерів. Приблизно в 1943—1945 роках ці жінки-«комп'ютерники» використовували диференціальний аналізатор у підвалі Школи електротехніки Мура, щоб пришвидшити свої розрахунки, хоча машина вимагала механіка, щоб бути абсолютно точною, і жінки часто перевіряли розрахунки вручну. Філліс Фокс самотужки запустила диференціальний аналізатор із диференціальними рівняннями як специфікацією програми.

### 1941 рік
- Мевіс Бейт під час роботи в Блечлі-Парк порушила італійський військово-морський кодекс.[15]
- Сполучені Штати почиали набір афроамериканських випускників коледжів для роботи на базі ВПС Ленглі як люди-комп'ютери.[16]

### 1942 рік
- 11 серпня Геді Ламар і один із винахідників Джордж Антейл отримали патент на стрибкоподібну перебудову частоти.[17]

### 1943 рік

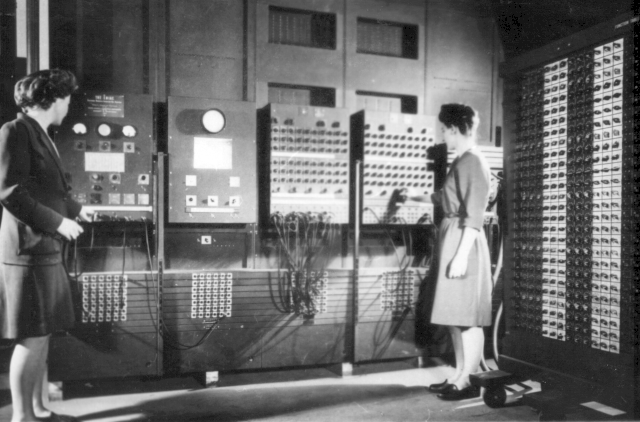
Жан Бартік і Френсіс Спенс створюють ENIAC

- Жінки працювали операторами WREN Colossus під час Другої світової війни в Блетчлі-парку.[18]
- Дружини вчених, які працювали над Манхеттенським проектом і мають математичну освіту, були найняті в якості людських комп'ютерів для роботи над комп'ютерами ENIAC і MANIAC I. Серед них Клара Дан фон Нейман, Августа Х. Теллер і Адель Голдстайн.[19][20]
- Ґертруда Бланч керувала групою проекту «Математичні таблиці» з 1938 по 1948 рік. Під час Другої світової війни проект працював як головний обчислювальний офіс для уряду США та виконував розрахунки для Управління наукових досліджень і розвитку, армії, флоту, Манхеттена Проект та інші установи.[21]
- Рут Ліч Амонетт була обрана віце-президентом IBM, першою жінкою на цій посаді.

### 1945 рік
- Марлін Мельтцер найнятий одним із перших програмістів ENIAC.[11]
- Kay McNulty Mauchly Antonelli прийнято на роботу як один із програмістів ENIAC і має акредитацію на створення першої «підпрограми».[11]

### 1947 рік
- Ірма Вайман працювала над проєктом наведення ракет у дослідницькому центрі Willow Run. Для розрахунку траєкторії вони використовували механічні калькулятори. У 1947—1948 роках вона відвідала військово-морський полігон США, де Грейс Хоппер працювала над подібними проблемами, і виявила, що вони використовують прототип програмованого комп'ютера Mark II.[22]

### 1948 рік
- Кетлін Бут приписують написання мови асемблера для комп'ютера ARC2.[23]
- Дороті Вон стає першою чорношкірою керівницею NACA.[16]

### 1949 рік
- Грейс Гоппер була офіцером ВМС США та одним із перших програмістів Гарвардського університету Mark I, відомого як «Мати COBOL». Вона розробила перший компілятор для електронної обчислювальної машини, відомий як A-0. Вона також популяризувала термін «налагодження» — посилання на метелика, витягнутого з реле в комп'ютері Harvard Mark II.[24]
- Евелін Бойд Гранвіль була другою афроамериканкою в США, яка отримала ступінь доктора філософії з математики. З 1956 по 1960 рік вона працювала в IBM над космічними програмами Project Vanguard і Project Mercury, аналізуючи орбіти та розробляючи комп'ютерні процедури.[25]
- 6 травня EDSAC виконує свої перші розрахунки за допомогою програми, написаної Беатріс Ворселі.[26]

### 1950 рік

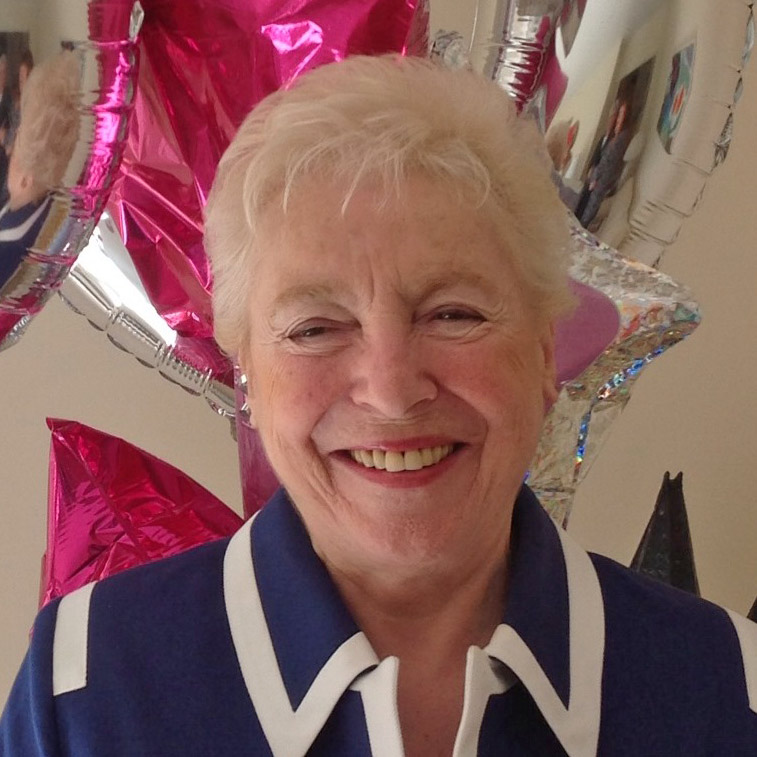
Дама Стефані «Стів» Шарлі

- Іда Роудс була одним із піонерів у аналізі систем програмування. Вона була співрозробником мови C-10 на початку 1950-х років для UNIVAC I — комп'ютерної системи, яка використовувалася для розрахунків перепису.[27]
- Кетлін Бут створює мову асемблера.[28]

### 1952 рік
- Мері Кумбс була однією із перших програмісток на LEO на першому бізнес-комп'ютері. Вона продовжила роботу над LEO II і LEO III.[29]
- Клара Дан фон Нейман, яка народилася в Угорщині, стала першопрохідцем у програмуванні «МАНІЯКА I»..[30]
- Канадка Беатріс Уорслі отримала ступінь доктора інформатики, ставши першою жінкою, яка отримала цей ступінь.[31]

### 1954 рік
- Тельма Естрін працює на першому в Ізраїлі комп'ютері WEIZAC.[32]

### 1955 рік
- Енні Ізлі починає працювати як людина-комп'ютер для NACA.[33]
- Ющенко Катерина створює мову програмування Address, яка робить можливою непряму адресацію та адреси найвищого рангу — аналогічно покажчикам.[28][34]

### 1959 рік
- Мері К. Хоуз скликає нараду для обговорення специфікацій мови бізнес-програмування.[11] Це призвело до створення COBOL.[11]

### 1961 рік
- Дана Юлері була першою жінкою-інженером у Лабораторії реактивного руху, яка розробляла системи відстеження в реальному часі за допомогою North American Aviation Recomp II, 40-розрядного комп'ютера..[35]

### 1964 рік
- Джоан Болл була першою людиною, яка створила комп'ютерну службу знайомств у 1964 році.[36]
- Шарла Бем виконала новаторську роботу в комутації пакетів.[37]

### 1970 рік
- Друде Бернтсен призначена директором Норвезького обчислювального центру.[38]

### 1972 рік
- Мері Шоу стала першою жінкою, яка отримала ступінь доктора філософії. доктор інформатики в університеті Карнегі-Меллона.[39]
- Адель Голдберг була однією з розробників мови Smalltalk.[40]
- Карен Шпарк Джонс була одним із піонерів пошуку інформації та обробки природної мови.[41]
- Сандра Курціг заснувала ASK Computer Systems, ранній стартап у Кремнієвій долині, з бюджетом у 20 000 доларів США.[42]

### 1973 рік
- Сьюзан Найкам є співавтором «Комп'ютерного зловживання» — незначної класичної книги, яка стала одним із перших досліджень, у яких визначено та задокументовано злочини, пов'язані з комп'ютером.[43][44]
- Філліс Фокс працювала над портативною математично-числовою бібліотекою PORT.[45]

### 1976 рік
- Роза Петер публікує «Рекурсивні функції в комп'ютерній теорії», тему над якою вона працювала з 1950-х років.[11]

### 1979 рік
- Лінн Конвей є співавтором Introduction to VLSI Systems, бестселера підручника з проектування дуже великомасштабної інтеграції (VLSI), який спровокував революцію Міда та Конвея в розробці інтегральних схем.
- Патриція Селінджер була одним із ключових архітекторів IBM System R, а в 1979 році написала канонічну статтю про оптимізацію реляційних запитів. Вона була призначена стипендіатом IBM у 1994 році та стипендіатом ACM у 2009 році.
- Керол Шоу була дизайнером ігор і програмістом Atari Corp. і Activision.[46]
- Ружена Байчі засновує лабораторію General Robotics, Automation, Sensing and Perception (GRASP) в Університеті Пенсільванії.[47]
- Пріті Шанкар працює з узагальненням кодів Боса Чоудхурі-Гокквенгема (BHC) для виправлення помилок.[48]

### 1982 рік
- Лорінда Черрі працювала над Writer's Workbench (wwb) для Bell Labs.[49]
- Марша Р. Вільямс стала першою афроамериканкою, яка отримала ступінь доктора філософії. з інформатики.[50]

### 1983 рік
- Джейніс Свонсон (разом з іншими) розробила першу з ігор Carmen Sandiego. Потім вона заснувала Girl Tech. Girl Tech розробляє продукти та послуги, які заохочують дівчат використовувати нові технології, такі як Інтернет та відеоігри.[51]

### 1985 рік
- Радіа Перлман винайшла протокол Spanning Tree. Вона провела масштабні інноваційні дослідження, зокрема щодо шифрування та мереж. У 2006 році вона отримала нагороду USENIX за життєві досягнення.[52]
- Ірма Вайман була першим ІТ-директором Honeywell.[53]

### 1987 рік
- Моніка С. Лем отримує ступінь доктора філософії за роботу над оптимізацією компіляторів. Відтоді вона виконала впливові дослідження в багатьох галузях інформатики, а також стала співавтором відомого підручника з компіляторів.[54]
- Аніта Борг засновує електронний список розсилки для жінок у сфері технологій Systers.[55]
- Французький комп'ютерний вчений Жоель Кутаз розробляє модель керування презентацією, абстракцією та взаємодією людини з комп'ютером..[56]

### 1990 рік
- Ружена Байчі стає першою жінкою, яка очолює кафедру комп'ютерних та інформаційних наук в Університеті Пенсільванії.[47]

### 1995 рік
- Мері Лу Джепсен є технічним директором MicroDisplay, де вона розробила менші комп'ютерні екрани.[17]
- Елеонор К. Баум — перша жінка, обрана президентом Американського товариства інженерної освіти.[57]

### 1996 рік
- Сяоюань Ту була першою жінкою, яка отримала премію ACM за докторську дисертацію.[58]

### 1997 рік
- Аніта Борг була директором-засновником Інституту жінок і технологій (IWT), перейменованого в Інститут Аніти Борг (ABI) на її честь у 2003 році..[59]
- Уродженка Японії Чіеко Асакава розробляє програму IBM Home Page Reader, яка відкриває веб-ресурси для сліпих.
- Мануела Велозо нагороджена медаллю Аллена Ньюелла CMU за передові досягнення в дослідженні.[11]

### 1998 рік
- Центр жінок та інформаційних технологій (CWIT) засновано в Університеті Меріленда, округ Балтимор (UMBC). [60]
- Мег Вітмен стає генеральним директором eBay .[11]

### 1999 рік
- < Марісса Майєр була першою жінкою-інженером, яку найняли в Google, а пізніше її призначили віце-президентом із пошукових продуктів і взаємодії з користувачами. Раніше вона була генеральним директором Yahoo! .
- Ліся Чжан ввела термін " середня коробка ".[61]
- Карлі Фіоріна розпочинає посаду генерального директора Hewlett-Packard.[11]
- Сунь Яфен починає роботу як голова правління Huawei Technologies.[11]

## 21 століття

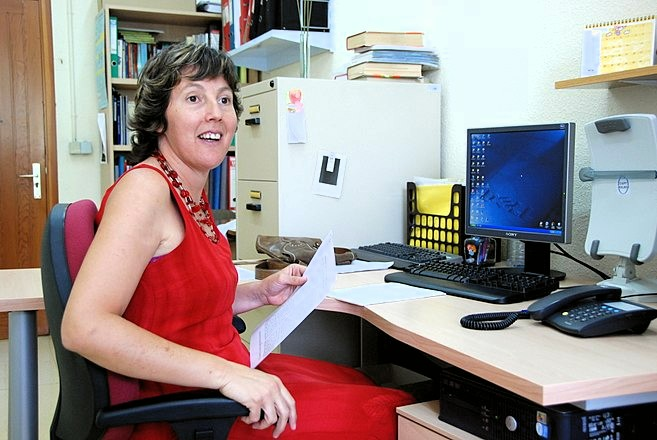
Інформатикиня Монтсе Марітхалар з Університету Країни Басків у 2008 році

### 2000 рік
- Лідія Кавракі нагороджена премією Грейс Мюррей Гоппер.[62]

### 2001 рік
- Норіко Х. Араї розпочала розробку NetCommons, яка використовується для керування контентом у понад 3500 навчальних закладах.[63]

### 2003 рік
- Елен Спертус здобула ступінь докторки філософії в галузі електротехніки та комп'ютерних наук у Массачусетському технологічному інституті в 1998 році, захистивши видатну дисертацію «ParaSite: Видобуток структурної інформації у Всесвітній павутині».
- Маргарет Гамільтон отримала нагороду NASA Exceptional Space Act Award.[64]
- Сью Блек почала свою кампанію за збереження Блечлі-Парк.[65]

### 2004 рік
- Джері Еллсуорт є самоучкою, розробницею комп'ютерних мікросхем і творцем C64 Direct-to-TV.[66]
- Люсі Сандерс впівзасновниця Національного центру для жінок та інформаційних технологій[67]
- Сафра Кац стала президентом корпорації Oracle.[11]

### 2005 рік
- Одрі Тан є ініціаторкою та керівницею проєкту «Мопси»..[68]
- Мері Лу Джепсен є засновницею і головною технічною директоркою One Laptop Per Child (OLPC) і засновницею Pixel Qi.[17]
- Facebook наймає свою першу жінку-інженера, Ручі Сангві.[69]
- Сяоюнь Ван та її команда зламали алгоритм захисту даних SHA-1.[70]

### 2006 рік
- Марія Клаве є першою жінкою, яка стала президентом Harvey Mudd College з моменту його заснування в 1955 році та була президентом ACM з 2002 по 2004 рік..[71]
- Мелані Рібак досліджувала безпеку та конфіденційность технології радіочастотної ідентифікації, вона, як відомо, запрограмувала перший вірус для зараження пристроїв RFID.[72]
- Йоанна Рутковська представила Blue Pill, руткіт на основі віртуалізації x86, на конференції з комп'ютерної безпеки Black Hat Briefings.[73]
- У січні Джанет Емерсон Башен стала першою афроамериканкою, яка отримала патент на винахід програмного забезпечення.[74]
- Френсіс «Френ» Аллен стала першою жінкою, яка отримала диплом магістра. Премія Тюрінга.[75]
- Софі Вандебрук стає головним технічним директором Xerox.[11]
- Анна-Марі Кермаррек розпочала посаду директора з досліджень L'Institut National de Recherche en informatique et en automatique (INRIA).[76]
- Йоель Маарек відкрила інженерний центр Google у Хайфі, де вона працює директоркою.[77]

### 2007 рік
- Мерал Озсойоглу стала головним редактором ACM Transactions of Database Systems і стала першою жінкою на цій посаді.[78][79]

### 2008 рік
- Карла Гомес, яка народилася в Португалії, засновала й очолила Інститут обчислювальної стійкості Корнелла.[80]
- Барбара Лісков є переможницею премії A.M. Премія Тюрінга.[81]
- Група фахівців з пошуку інформації Британського комп'ютерного товариства (BCS IRSG) і Британське комп'ютерне товариство (BCS) створили нагороду імені комп'ютерного вченого Карен Спарк Джонс..[82]

### 2010 рік
- Фріда Бедвей є співзасновником Logiciel у Гані.[83][84]

### 2011 рік

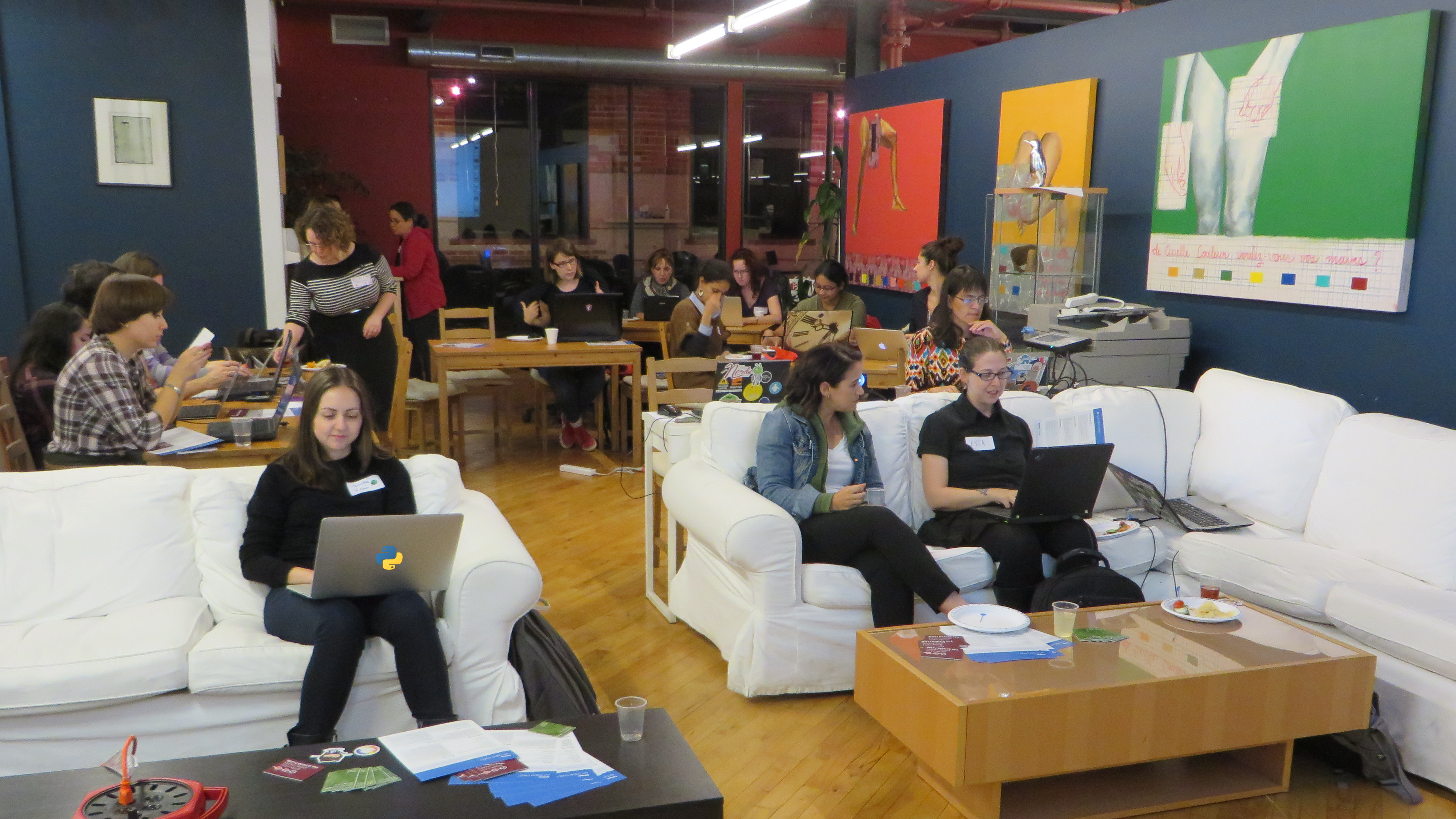
PyLadies of Montreal на вечірці GitHub у 2015 році

- PyLadies, міжнародна організація жінок, зацікавлених у програмуванні на Python, заснована в Лос-Анджелесі .[85]
- Мег Вітмен стає генеральним директором Hewlett-Packard.[11]
- Беттіна Спекманн є першим лауреатом Нідерландської премії за дослідження ІКТ, де її відзначили за її роботу над географічними інформаційними системами.[86]
- Норіко Х. Араї, директор програми для виклику штучного інтелекту: «Чи може робот потрапити до Токійського університету?»[63]
- Шико Гітау отримує нагороду Google Anita Borg Award, ставши першою людиною, яка отримала нагороду Google в Африці на південь від Сахари .[87]

### 2012 рік
- Шафі Голдвассер є співзасновницею премії A.M. Премія Тюрінга.[88]
- Pixelles розміщує свій перший інкубатор програмування ігор у Монреалі.[89]
- Інформатикиня, Маффі Колдер, розпочала посаду головного наукового радника уряду Шотландії.[90]
- Джінні Рометті стала першою жінкою на посаді президента та генерального директора IBM.[11]
- Ева Тардош отримала премію Геделя.[91]
- У 2012 році Регіна Хону засновує компанію з розробки програмного забезпечення Soronko Solutions.[92]
- Керол Рейлі — перша жінка-інженер, яка потрапила на обкладинку журналу MAKE.[93][94]

### 2013 рік
- Журнал TIME назвав афганського розробника програмного забезпечення Рою Махбуб однією зі 100 найвпливовіших людей року.[95]
- Крістін Полін-Морінг нагороджена нагородою ACM Software System Award за її роботу над Coq Proof Assistant System.[96]

### 2014 рік
- Меган Сміт призначена третьою (і першою жінкою) директоркою з технологій Сполучених Штатів Америки (USCTO), змінивши Тодда Парка.[97]
- Коралайн Ада Умке складає проєкт першого кодексу поведінки для проектів з відкритим кодом, Контрибуторської угоди.[98]
- У липні Періанн Борінг заснувала торговельну організацію та правозахисну групу Chamber of Digital Commerce.[99]

### 2015 рік
- Сара Шарп стала першою переможницею щорічної нагороди «Жінки в спільноті з відкритим кодом», яку присуджує Red Hat.[100]
- Джилліан Дочерті стає новим генеральним директором DataLab у Шотландії.[101]

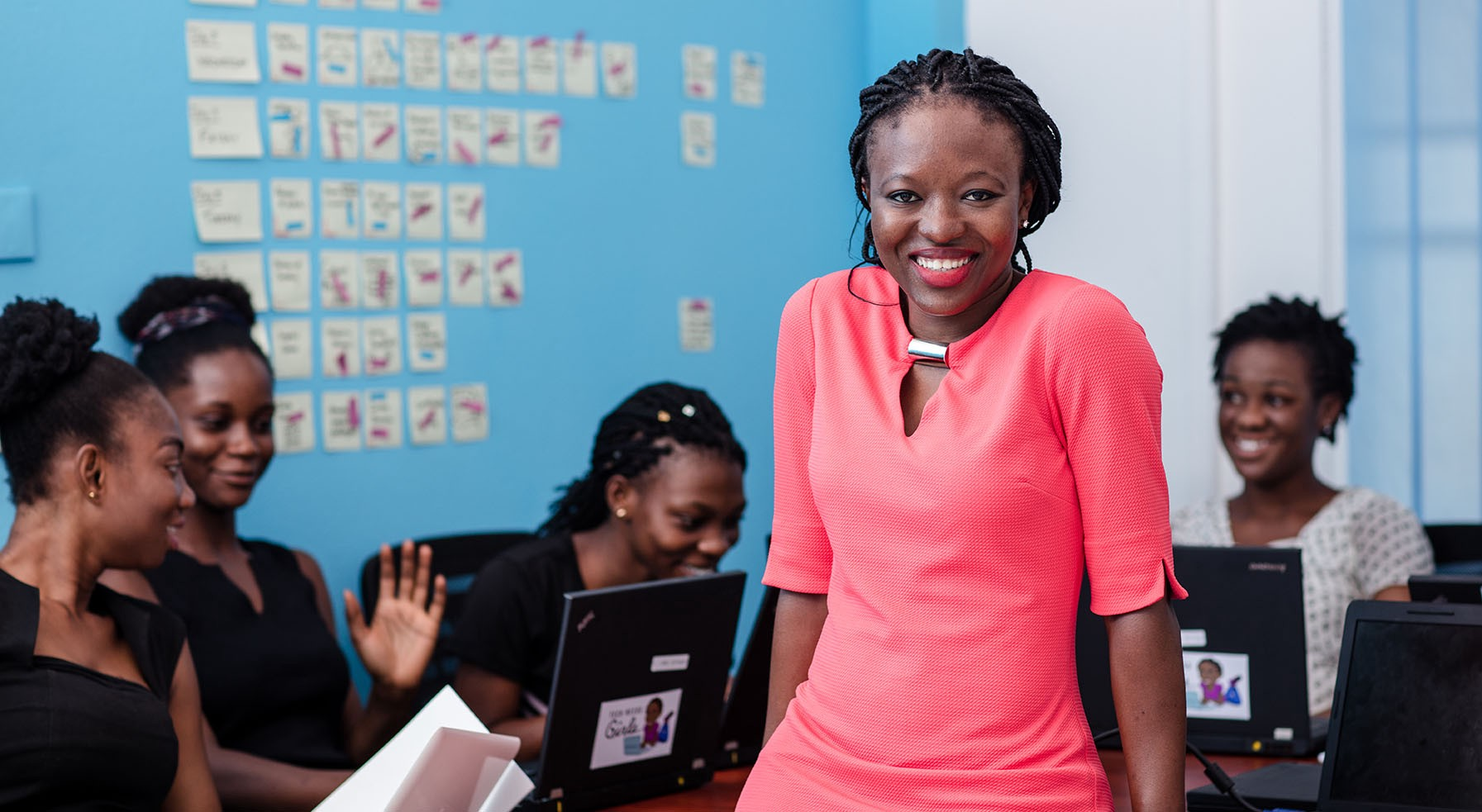
Регіна Хону з класом студентів, які навчаються програмувати

### 2016 рік
- Одрі Танг стає «цифровим міністром» на Тайвані.[102]
- Кейт Девлін є співорганізатором першого у Великій Британії «секс-технічного хакатону».[103]
- Майя Матарич є співзасновником Embodied Robotics.[104]

### 2017 рік
- Мішель Сіммонс засновує першу компанію з квантових комп'ютерів в Австралії.[105]
- Регіна Хону відкриває Soronko Academy, першу школу програмування та «людиноцентричного дизайну» для дітей і підлітків у Західній Африці.[106]